# Altes Hüttenareal Neunkirchen
Das Alte Hüttenareal (AHA, eigene Schreibweise Altes HüttenAreal) ist eine Ansammlung von Industriedenkmälern in Neunkirchen (Saar) im Saarland, die zum ehemaligen Neunkircher Eisenwerk gehörten. Das Werk wurde 1982 stillgelegt. 1993 wurde der erste Teil des Hüttenparks eingeweiht und zwei Jahre darauf war er komplett fertig.
Zuvor war das Gelände des Hüttenparks eine Industriebrache von ca. 40 Hektar. Im westlichen, von der Stadt aus hinteren Teil des Parks waren bis Mitte 2020 alte Maschinenteile aus der Hüttenzeit ausgestellt. Diese waren mit Informationstafeln versehen. Dieser Teil des Geländes, bis Mitte 2020 ein Erholungspark mit vielen Grünflächen, wird derzeit umgebaut und ab 2021 einen Verbrauchermarkt beherbergen. In diesem Zusammenhang werden dann die alten Maschinenteile mit den Tafeln nach Sanierung neu errichtet. In diesem Teil des Geländes integriert ist der wieder aufgedeckte Heinitzbach, der lange Zeit komplett unterirdisch verrohrt war. Er fließt heute offen bis zur Brücke zwischen dem Parkdeck des SaarPark-Centers und der Neuen Gebläsehalle, von wo er dann unterirdisch verrohrt bis in die Blies fließt.
Jede Station auf dem Neunkircher Hüttenweg, der durch das Areal führt, ist mit Informationstafeln ausgestattet. Es werden einmal im Monat geleitete Führungen angeboten.

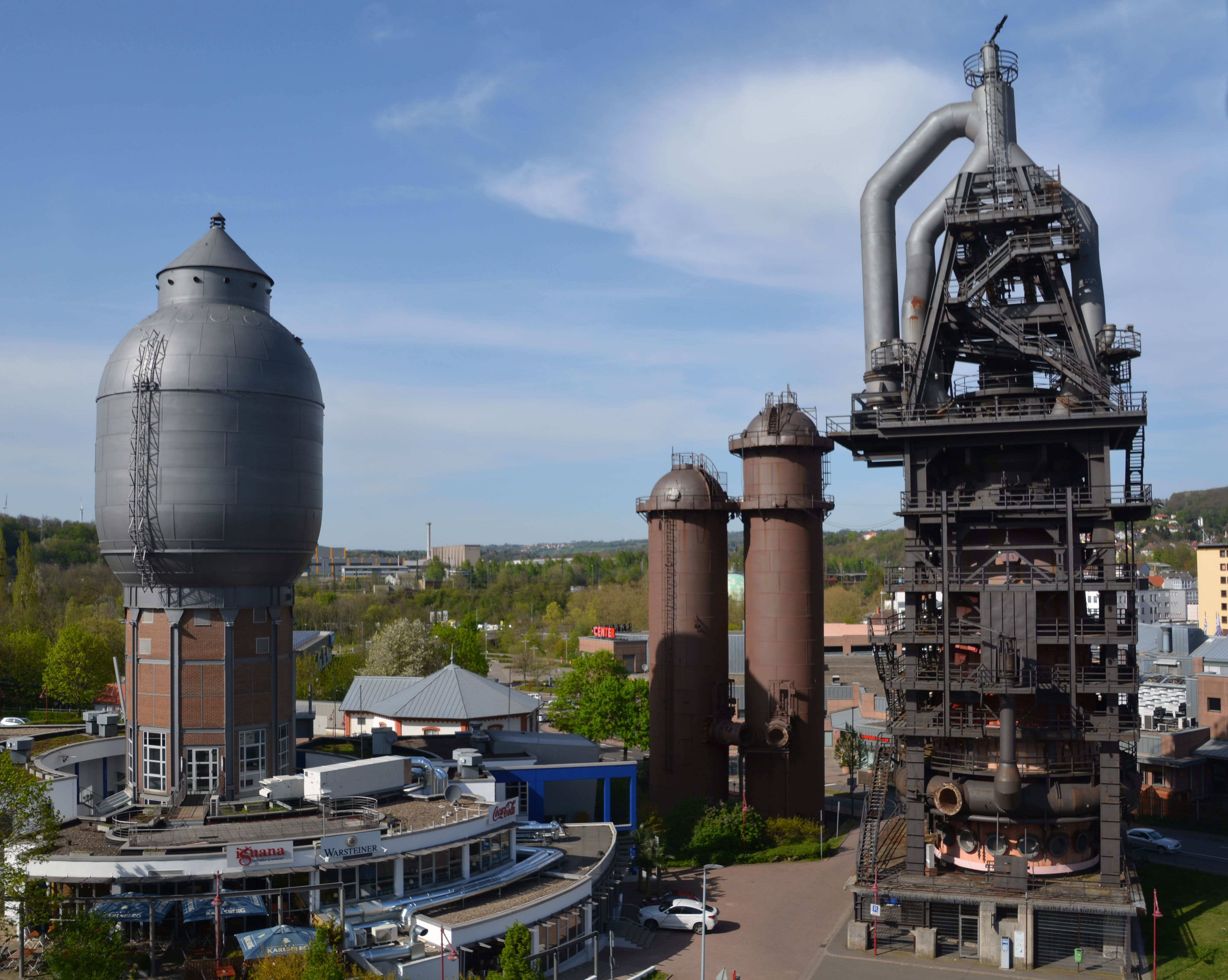
Das alte Hüttenareal in Neunkirchen/Saar – Blick auf Wasserturm und Reithalle

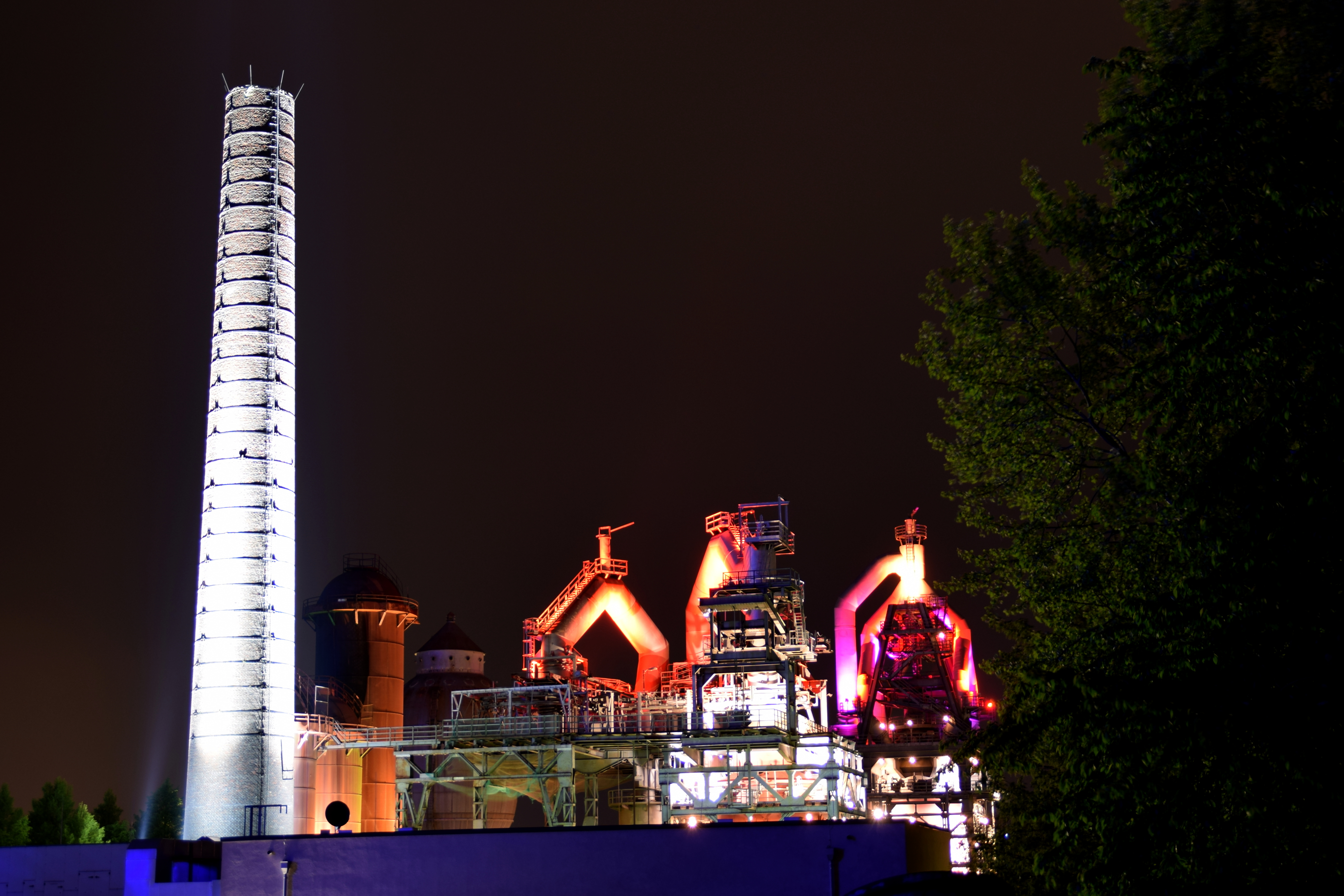
Altes Hüttenareal bei Nachtbeleuchtung

## Bestandteile

### Alte Meisterhäuser

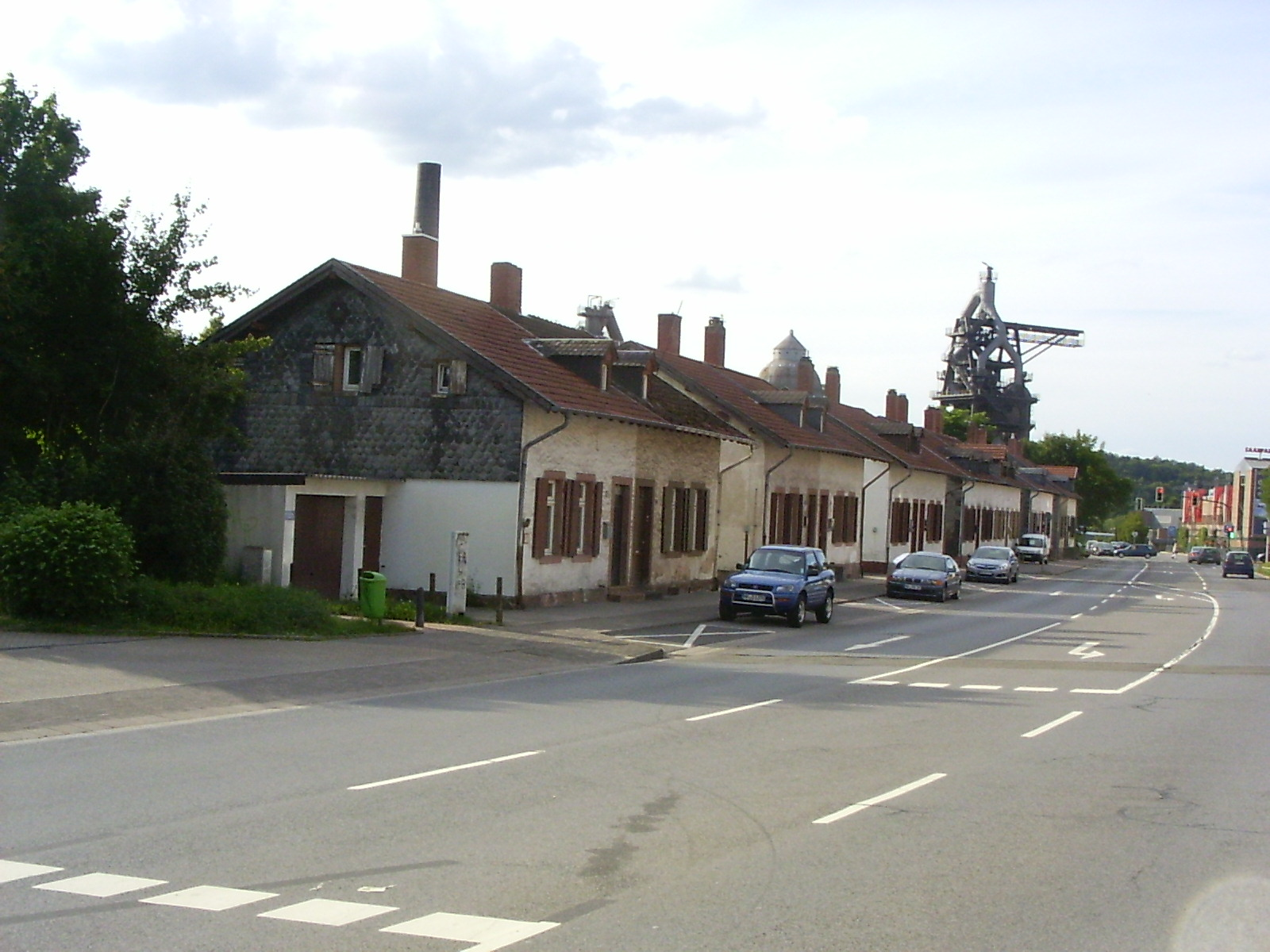
Alte Meisterhäuser

Die alten Meisterhäuser in der Königstraße sind sechs eingeschossige Doppelhäuser, die 1882 errichtet wurden und heute in Privatbesitz sind. An den Meisterhäusern begannen früher (bis Anfang der 1980er Jahre) die Werksanlagen. Für Ledige gab es extra Schlafhäuser, die jedoch nicht bis heute überdauert haben.

### Hochöfen

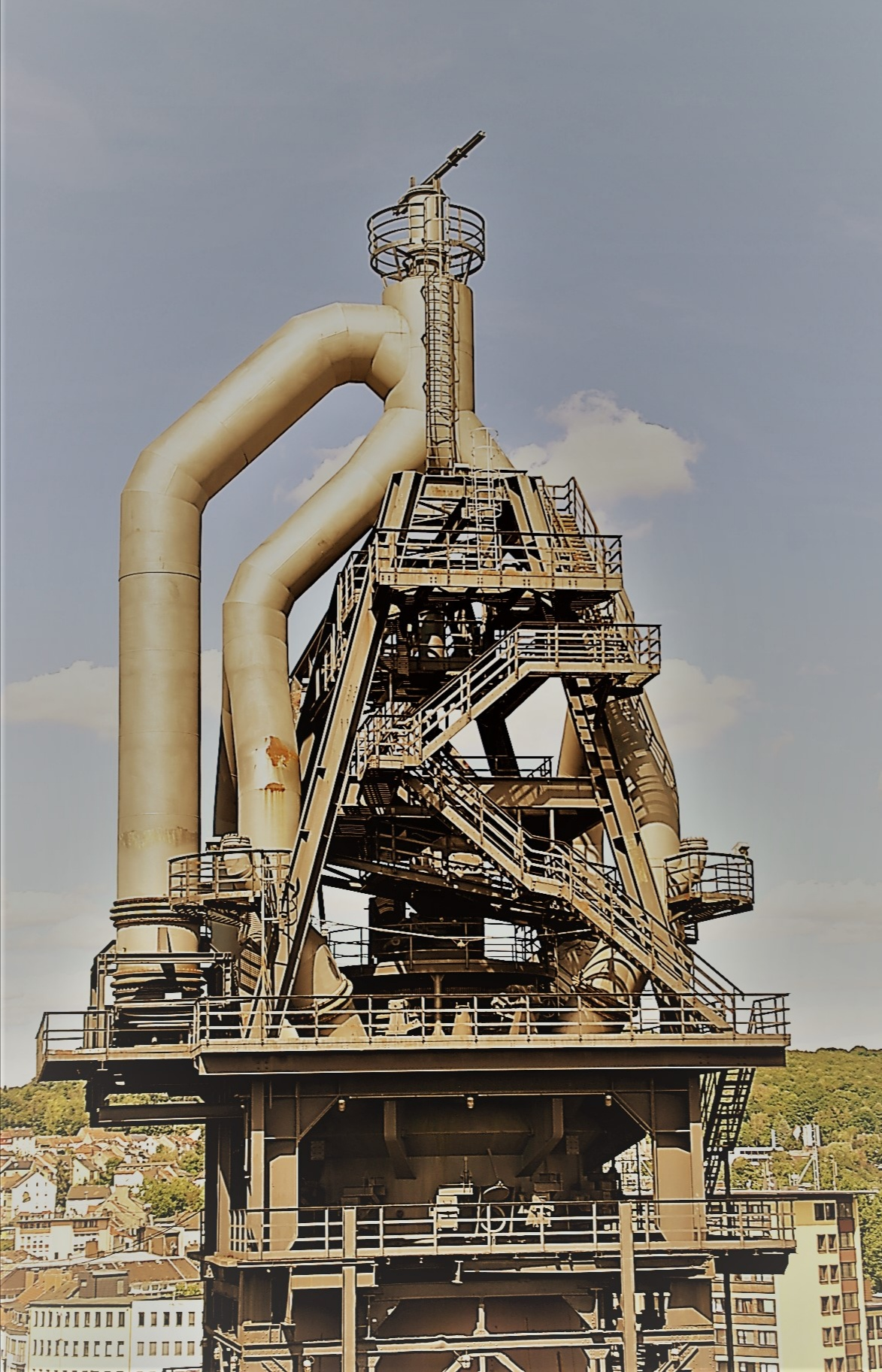
Hochofen des früheren Neunkircher Eisenwerks

Neben dem Heinitzbach befindet sich die ehemalige Hochofenanlage. Heute stehen nur noch  zwei der ehemals sechs Hochöfen (II und VI). Hochofen II ist der weltweit erste zum Zweck einer musealen Präsentation restaurierte Hochofen (diverse früher stillgelegte und bis heute museal erhaltene Hochofenanlagen in Polen, Japan und den USA wurden nicht bzw. erst später restauriert). Hochofen VI besitzt noch drei Winderhitzer und die Gichtbühne. 1902 wurden große technische und bauliche Änderungen durchgeführt (Gebläsemaschine und Erhöhung Winderhitzer). Dadurch war man in der Lage, ab 1929/30 den kompletten Roheisenbedarf aus eigener Erzeugung decken zu können. Der Hochofen II erreichte 1969 eine Tagesproduktion von 1.400 t. Der Hochofen VI hingegen, der 1976 das letzte Mal modernisiert wurde, kam nur auf 700 t pro Tag. Direkt neben dem Hochofen VI befindet sich das alte Gebläsehaus. Dieses wurde ab 1903 gebaut. In dem Gebäude waren die mit Hochofengas (Gichtgas) betriebenen Gebläse untergebracht. Die Aufgabe dieser Gebläse war es, die Winderhitzer mit Luft zu versorgen. Hochofen VI ist heute im Rahmen von Führungen begehbar.

### Wasserturm
Der Wasserturm befindet sich direkt gegenüber dem Gebläsehaus. Er wurde 1936 erbaut. Seine Aufgabe war es, die Wasserversorgung der Hochöfen sicherzustellen. Insgesamt fasste der Wasserturm 2.150 Kubikmeter. Heute befinden sich im Wasserturm 4 Kinos (Cinetower). In einem neueren Anbau sind einige Kneipen untergebracht.

### Stummsche Reithalle

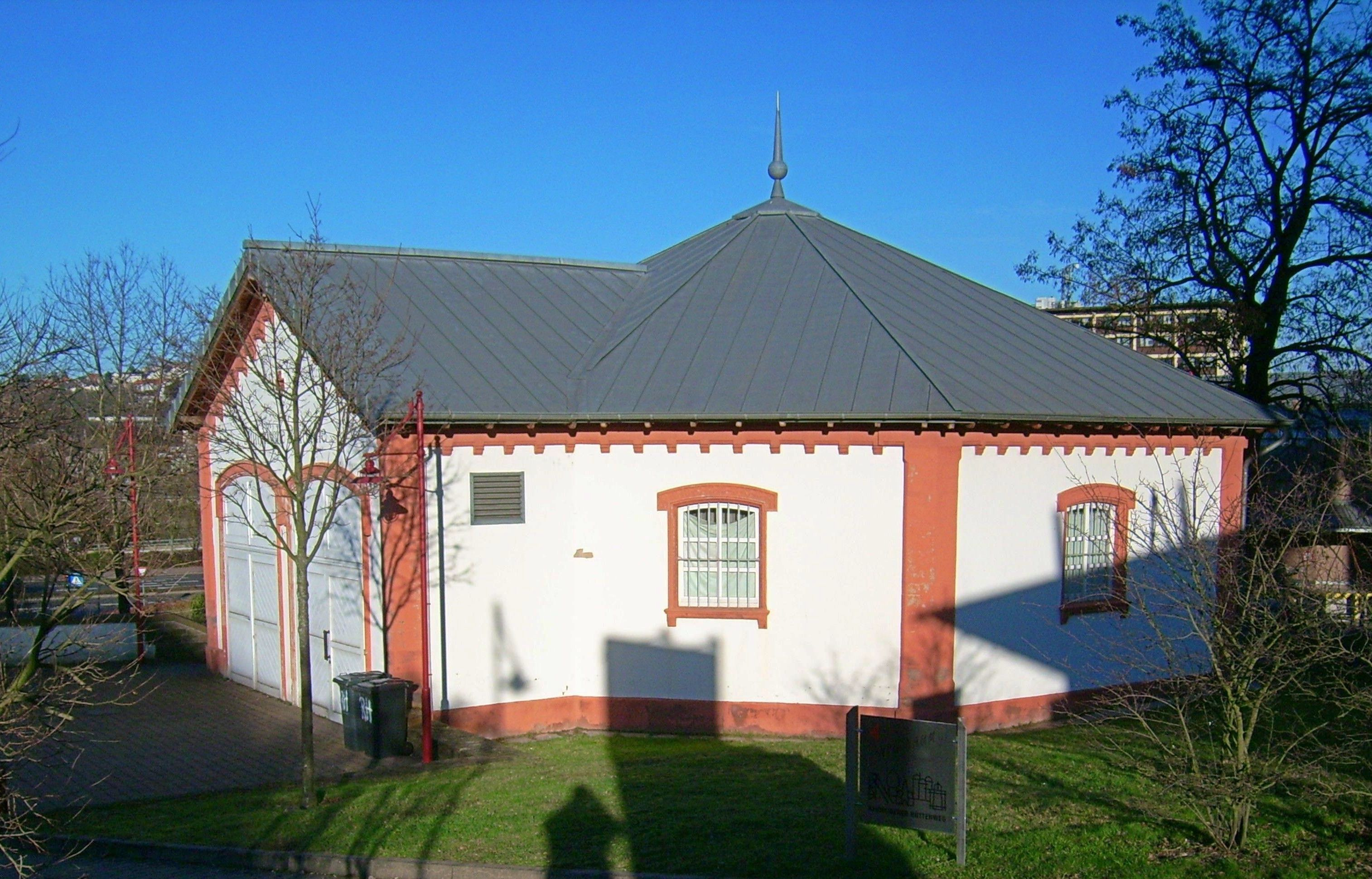
Stummsche Reithalle

An den Winderhitzern von Hochofen II vorbei kommt man zur so genannten Stummschen Reithalle an der Saarbrücker Straße, die als eines der Nebengebäude unterhalb des 1945 zerstörten Stummschen Herrenhauses erhalten ist. Das Herrenhaus war von Carl Friedrich Stumm (1798–1848)  unmittelbar neben den Werksanlagen erbaut worden. Zum Herrenhaus gehörten eine Parkanlage und mehrere Nebengebäude. Das Gebäude wurde zunächst (1858/59) als Reitbahn für die Kinder von Carl Friedrich Stumm genutzt. Später wurde die Reithalle als Wagenschuppen (1880), dann als Feuerwehrhaus und zuletzt als Lehrwerkstatt (1985) genutzt. Heute finden hier verschiedene Veranstaltungen (Theater, Musikauftritte) statt.

### Stummsche Kapelle

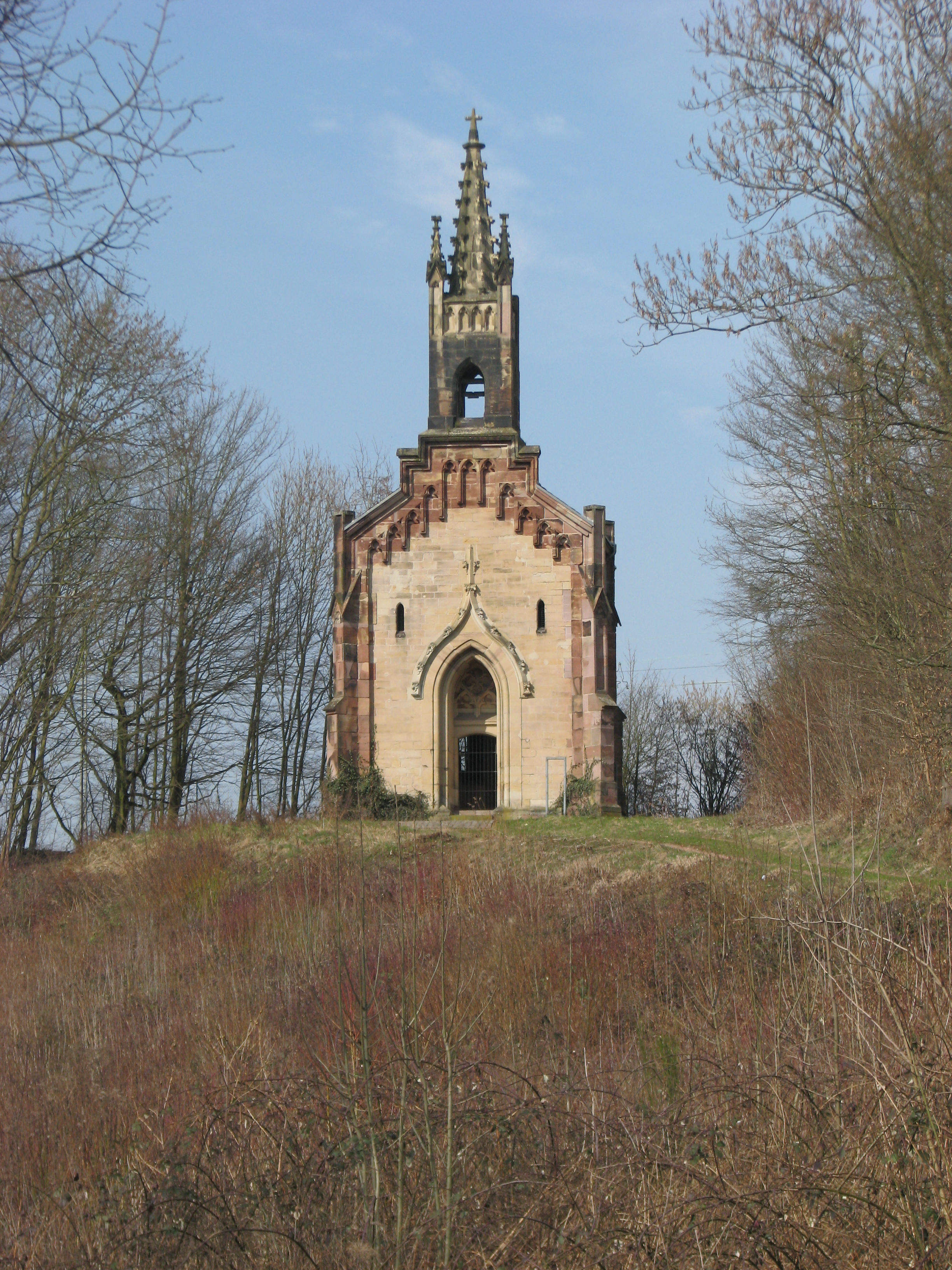
Stummsche Kapelle

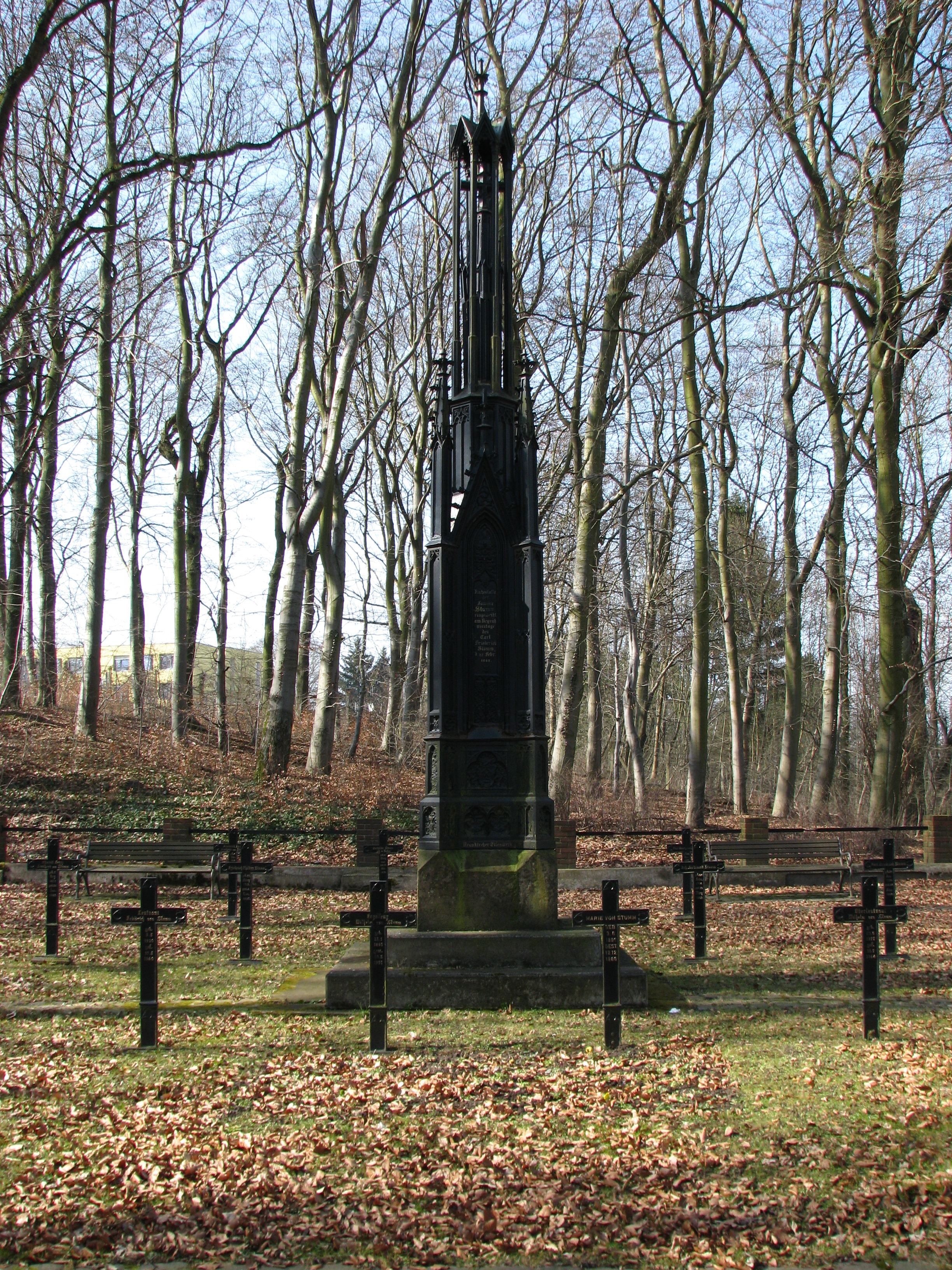
Erbbegräbnisstätte

In der Nähe des Spitzbunkers (Luftschutzbunker für 500 Personen im Zweiten Weltkrieg) befindet sich die Stummsche Kapelle, die Privatkapelle der Familie Stumm, die nur zu festlichen Anlässen benutzt wurde. Diese wurde um 1850 im neugotischen Stil erbaut. Nach dem Umzug der Familie auf das Schloss Halberg um 1880 wurde die Kapelle kaum mehr benutzt. Im Zweiten Weltkrieg schwer beschädigt und ausgebrannt, wurde sie in den 1980er Jahren äußerlich wiederhergestellt.

### Erbbegräbnisstätte der Familie Stumm
Auf dem Weg vorbei an einer alten Direktorenvilla, die 1921 im Auftrag des Eisenwerks errichtet wurde, kommt man zum 1839 angelegten und vollständig erhaltenen Privatfriedhof der Familie Stumm. Der Friedhof ist von einer Mauer umgeben und war früher nur vom Park des Herrenhauses aus zugänglich. Er dient noch heute als Erbbegräbnisstätte der Familie Stumm (letzte Beisetzung 1996). Die 18 Gräber, von denen 17 mit gusseisernen Kreuzen versehen sind, gruppieren sich um eine ca. 5 m hohe gusseiserne neugotische Stele Carl Friedrich Stumms von 1845 herum. Die Stele trägt auf ihren vier Seiten folgende Inschriften:
- „Ruhestätte der Familie Stumm, eingeweiht am Begräbnistage des Carl Friedrich Stumm, d. 27. Febr. 1848“
- Auf den anderen drei Seiten Trauerverse. Auf dem Sockel: „Gefertigt auf dem Neunkircher Eisenwerk im Jahr 1845“

### Denkmalstele
Eine ca. 4 m hohe gusseiserne neugotische Stele Carl Friedrich Stumms von 1845, die auf einer Halbinsel am Hammerweiher stand, konnte in den 1980er Jahren aus dem Hammerweiher geborgen werden. Sie erinnert an die drei Gründer der Gebrüder Stumm OHG und zählt die zwischen 1714 und 1845 von den Vorfahren Stumm betriebenen Eisenhämmer und Eisenwerke einzeln auf. Die Stele trägt auf ihren vier Seiten folgende Inschriften:
- „Den Vorfahren in Liebe und Dankbarkeit geweiht vom Sohn und Neffen Carl Friedrich Stumm 1845“
- „Den Gebrüder Stumm Friedrich Philipp geb. 1751 gest. 1835. Christian Philipp geb. 1760 gest. 1826. Johann Ferdinand geb. 1784 gest. 1839“
- „Hammer-Birkenfeld, Asbach, Katzenloch, Abentheuer, Gräfenbach, Weiprath, Weitersbach, Neunkirchen“
- „Halberg, Fischbach, Dillingen, Bettingen, Münchweiler, Geislautern“

### Gasometer

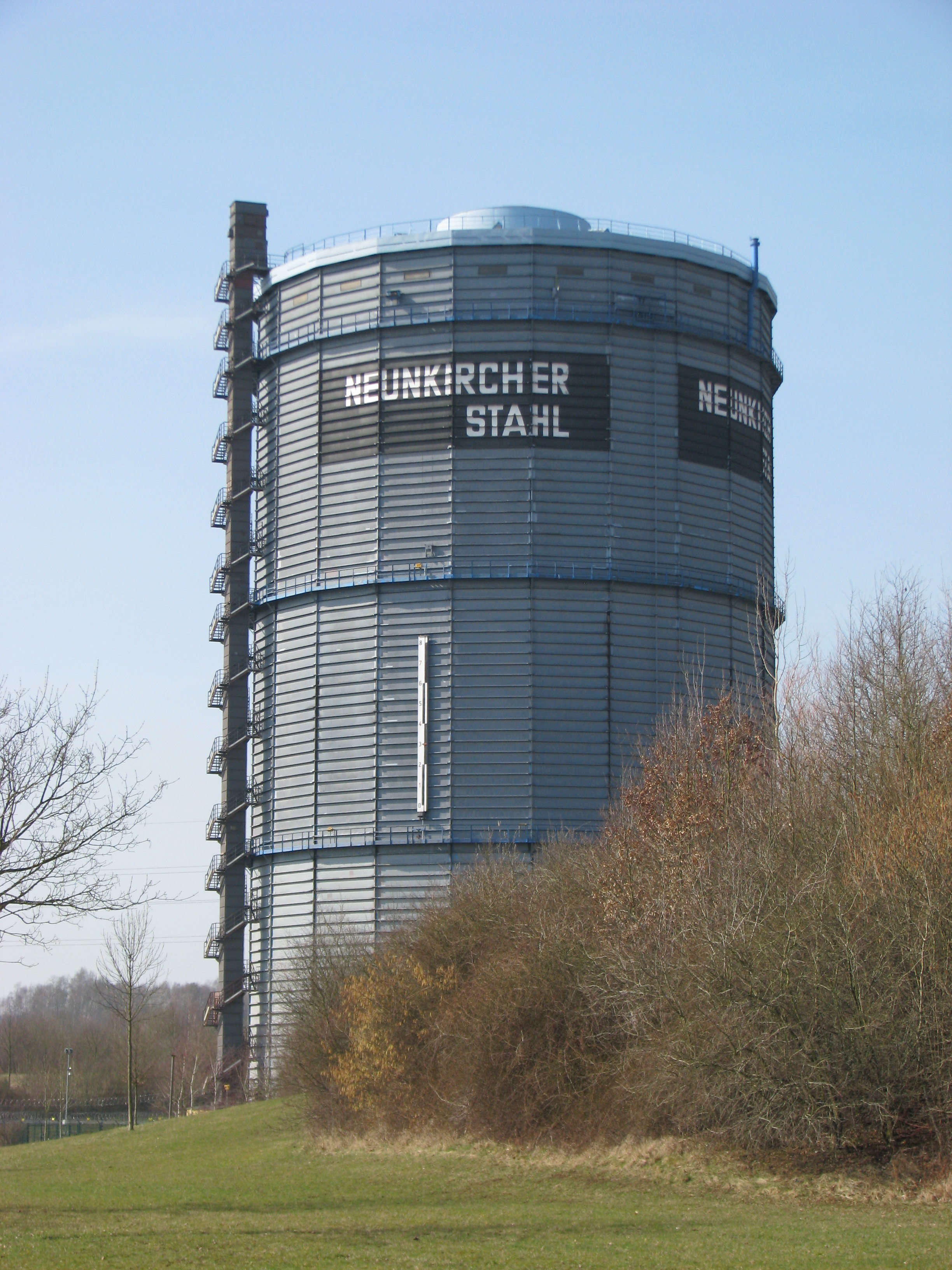
Gasometer, gesprengt am 26. Juni 2020

Am Gasometer mit der Aufschrift „Neunkircher Stahl“, der im Zuge der Errichtung des Verbrauchermarktes am 26. Juni 2020 gesprengt wurde, wurde an die furchtbare Gasometer-Explosion erinnert, die 62 Tote, 160 Schwer- und etwa 400 Leichtverletzte forderte. Der Vorgänger des von 1970 bis 2020 stehenden Gasometers an der Saarbrücker Straße geriet am 10. Februar 1933, einem Freitag, in Brand, und explodierte gegen 18.07 Uhr in einer gewaltigen Detonation, deren Knall in einem Umkreis von 150 km gehört wurde. Der Stadtteil Niederneunkirchen wurde weitgehend zerstört, von zehn Häusern und ihren Bewohnern war keine Spur mehr zu finden.

### Hüttenschule
Die Hüttenschule wurde 1851 auf Initiative der Stummschwester Henriette Strantz errichtet. Die Schule nannte sich „weibliche Industrieschule zu Neunkirchen“. Ziel dieser Schule war es, den Töchtern der im Hüttenwerk Beschäftigten eine hauswirtschaftliche Ausbildung zukommen zu lassen. Die Schule kostete das Hüttenwerk jährlich 100.000 Franken. Geleitet wurde die Schule später von der Gräfin von Francken-Sierstorpff. Im Ersten Weltkrieg 1914–1918 wurde das Gebäude als Militärlazarett genutzt. Später war darin das Hüttenarchiv untergebracht.

### Stummdenkmal
Das 1902 errichtete Stummdenkmal zeigt Carl Ferdinand von Stumm-Halberg (1836–1901). Das überlebensgroße Bronzestandbild, Ende des 20. Jahrhunderts in die Stummstraße am Stummplatz versetzt, zeigt Stumm als Unternehmer mit Symbolen der Montanindustrie (Luppenzange und Kokille). Der bekannte Berliner Bildhauer Fritz Schaper schuf es, der Bronzeguss erfolgte in der Aktiengesellschaft vorm. Hermann Gladenbeck u. Sohn in Berlin-Friedrichshagen. Das Denkmal wies nach dem Zweiten Weltkrieg eine kleine Kriegsverletzung durch einen Granatsplitter am Oberschenkel auf, die Ende des 20. Jahrhunderts „geheilt“ wurde. Das Denkmal hatte in den letzten Jahrzehnten durch verschiedene Umbaumaßnahmen der Stadt immer mal wieder einen neuen Platz.

### Christuskirche
Die Christuskirche war eine Stiftung von Carl Ferdinand von Stumm-Halberg an die evangelische Gemeinde. Sie wurde in den Jahren 1867 - 69 im neugotischen Stil errichtet. Im Zweiten Weltkrieg beschädigt wurde die Kirche 1949 in abgewandelter Form wieder aufgebaut. Hinter der Christuskirche steht das 1904 von der Familie Stumm gestiftete Karl-Ferdinand-Haus. Erbaut für Alte und Waisen ist es heute ein Altenheim für ca. 60 Personen. Zeitweise diente es auch als Entbindungsheim.

## Heutige Nutzung
Im Kernbereich des alten Hüttenareals, rund um die Hochöfen und den Wasserturm, haben sich mehrere Gastronomiebetriebe sowie ein Kino (dessen Säle sich im Wasserbehälter des Wasserturms befinden) etabliert. Die Gebläsehalle und die Stumm'sche Reithalle werden als Veranstaltungshallen genutzt. Weite Teile des früheren Hüttenparks und der Standort des 2020 gesprengten Gasometers werden heute durch einen Verbrauchermarkt der Globus-Gruppe genutzt.

## Foto-Galerie

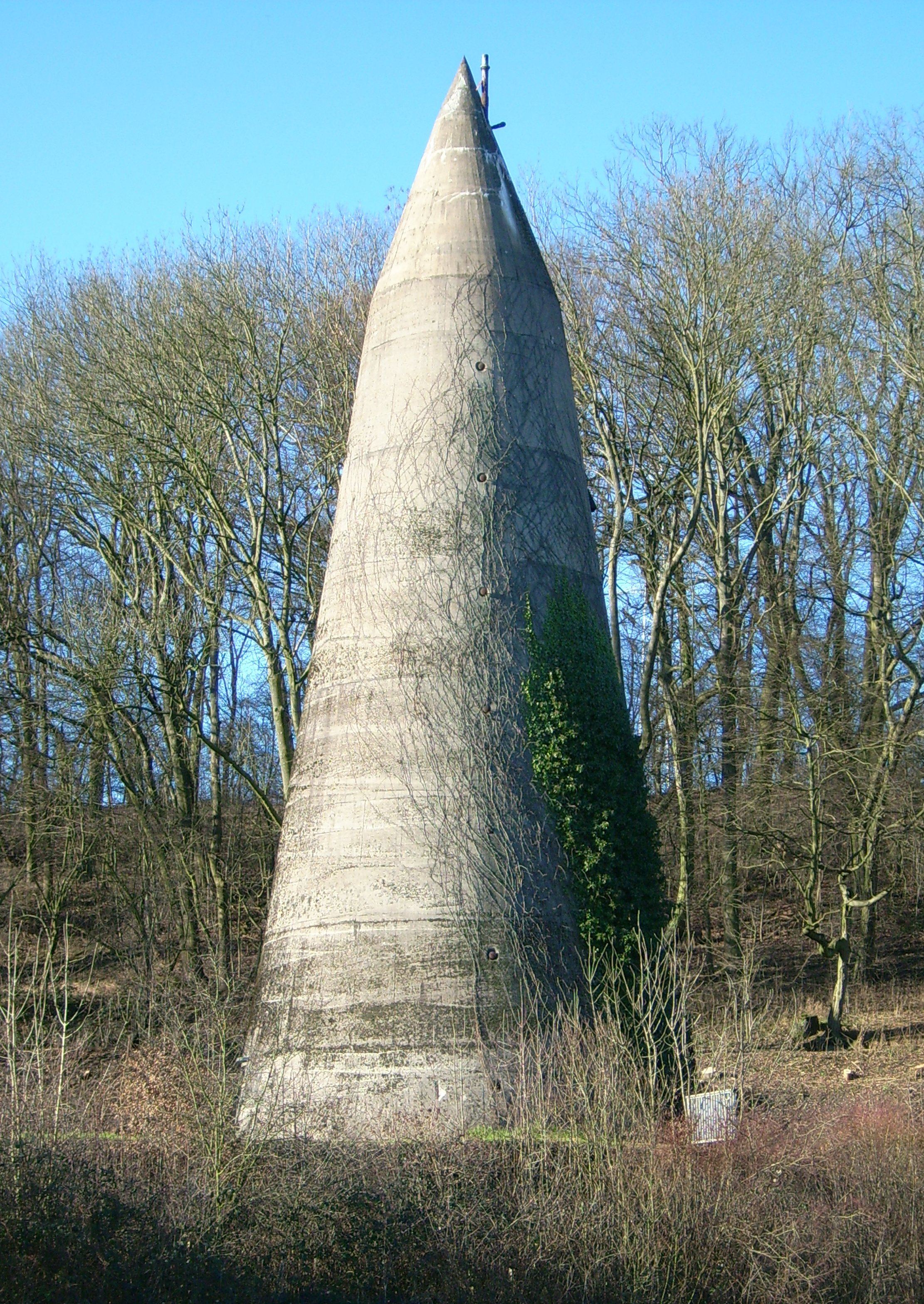
Hochbunker
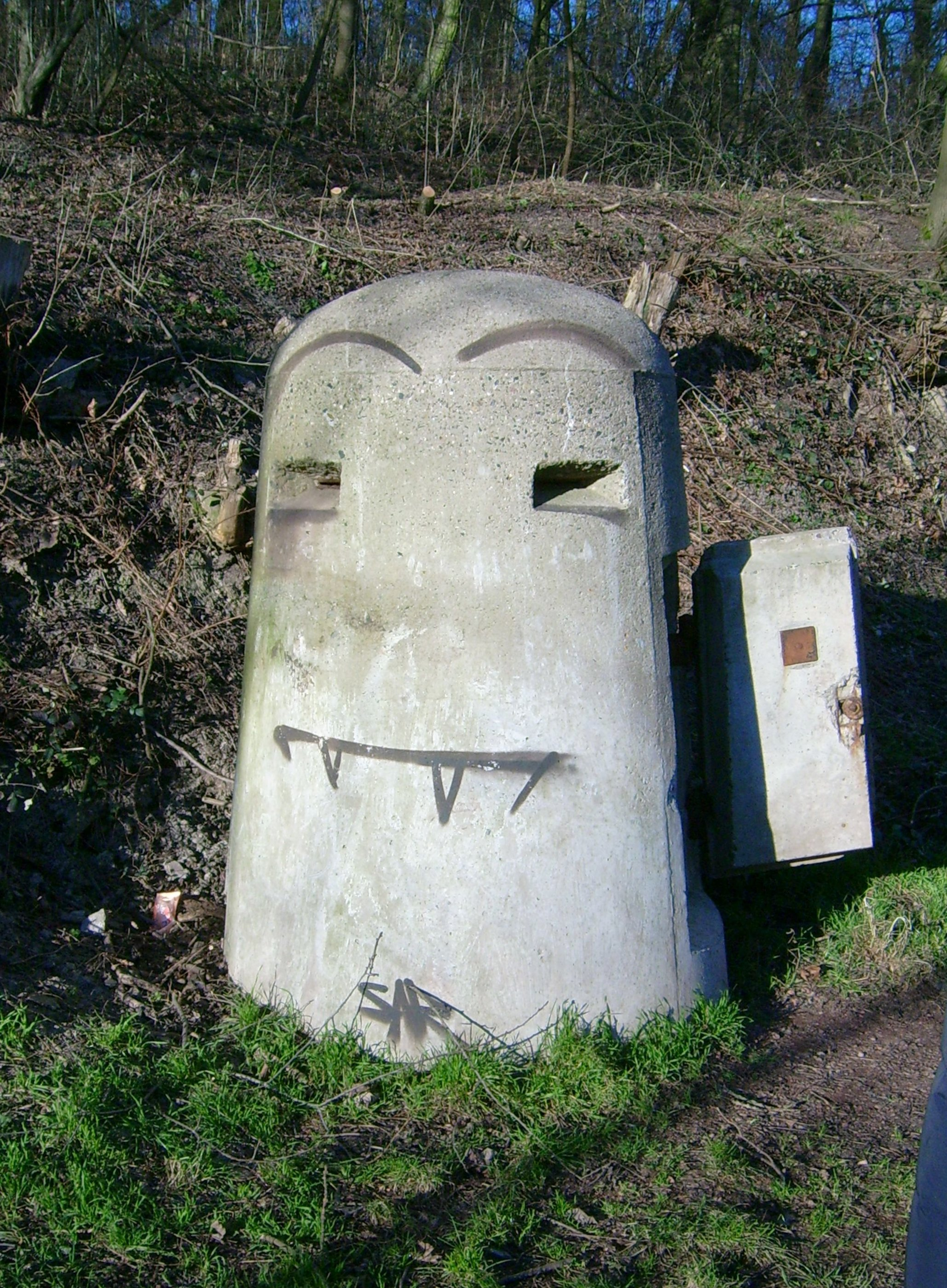
Einmannbunker
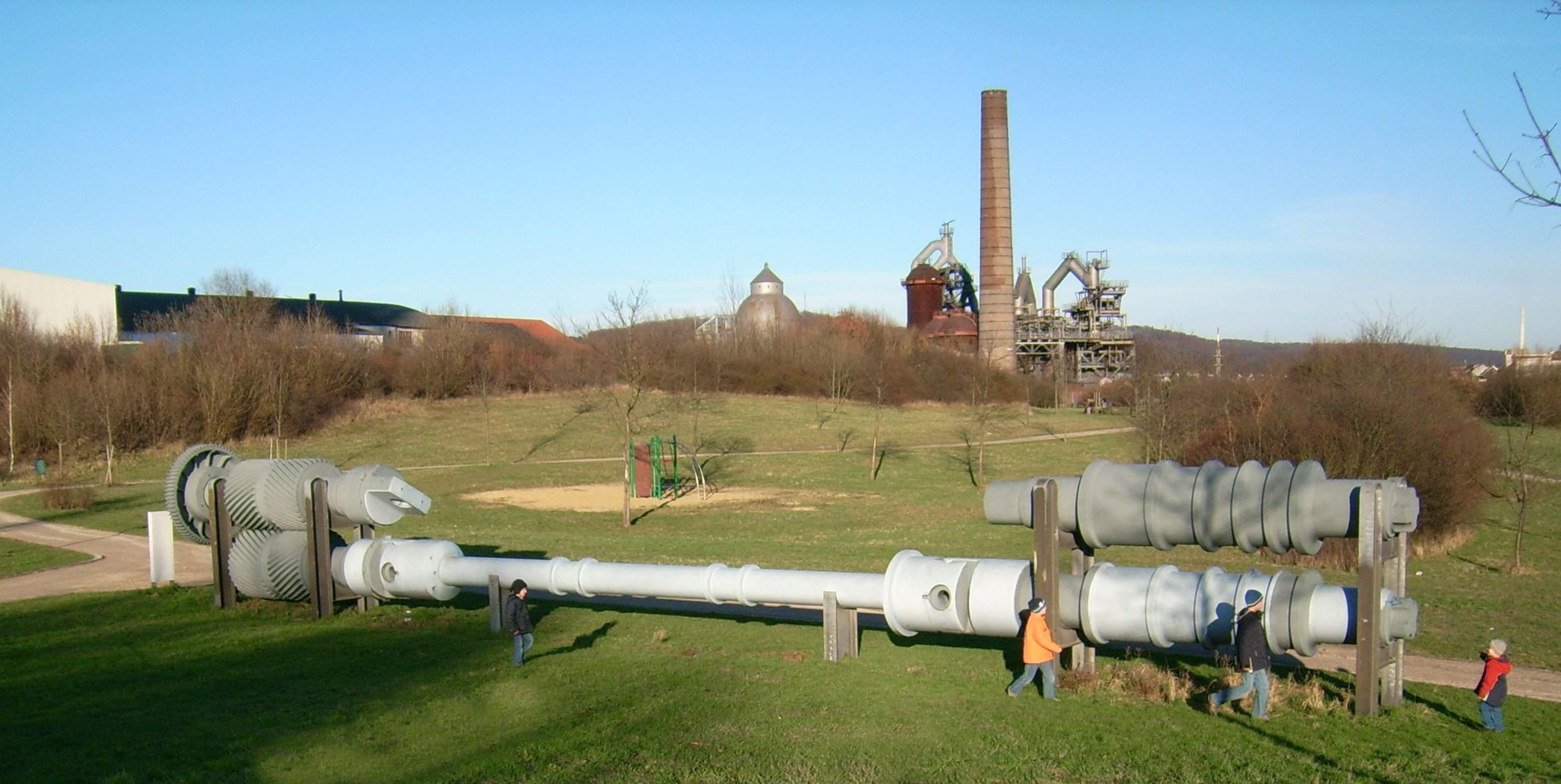
Welle eines Walzgerüstes Blockstrasse F4 Gewicht einer Walze 40 Tonnen
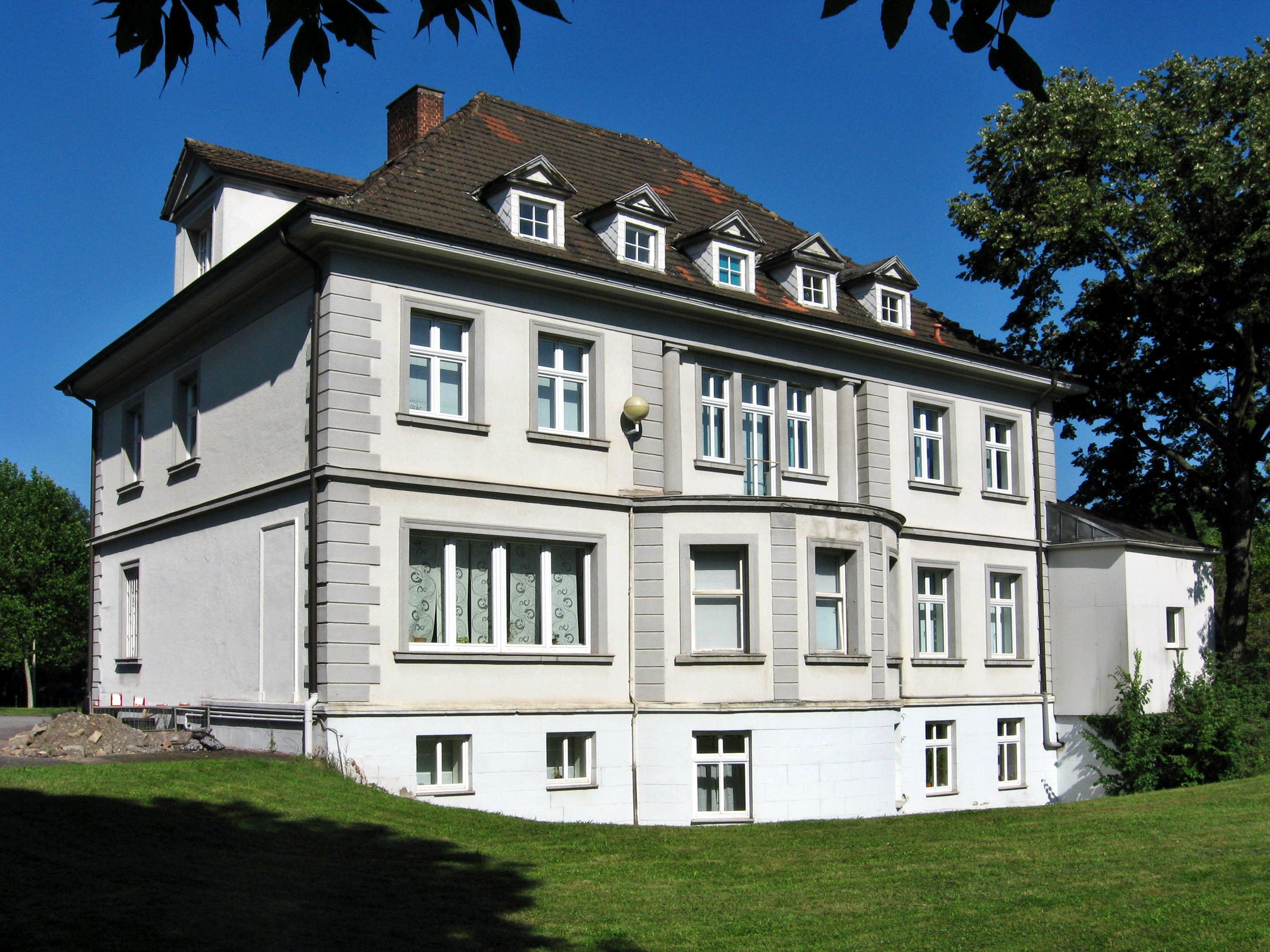
Direktorenvilla
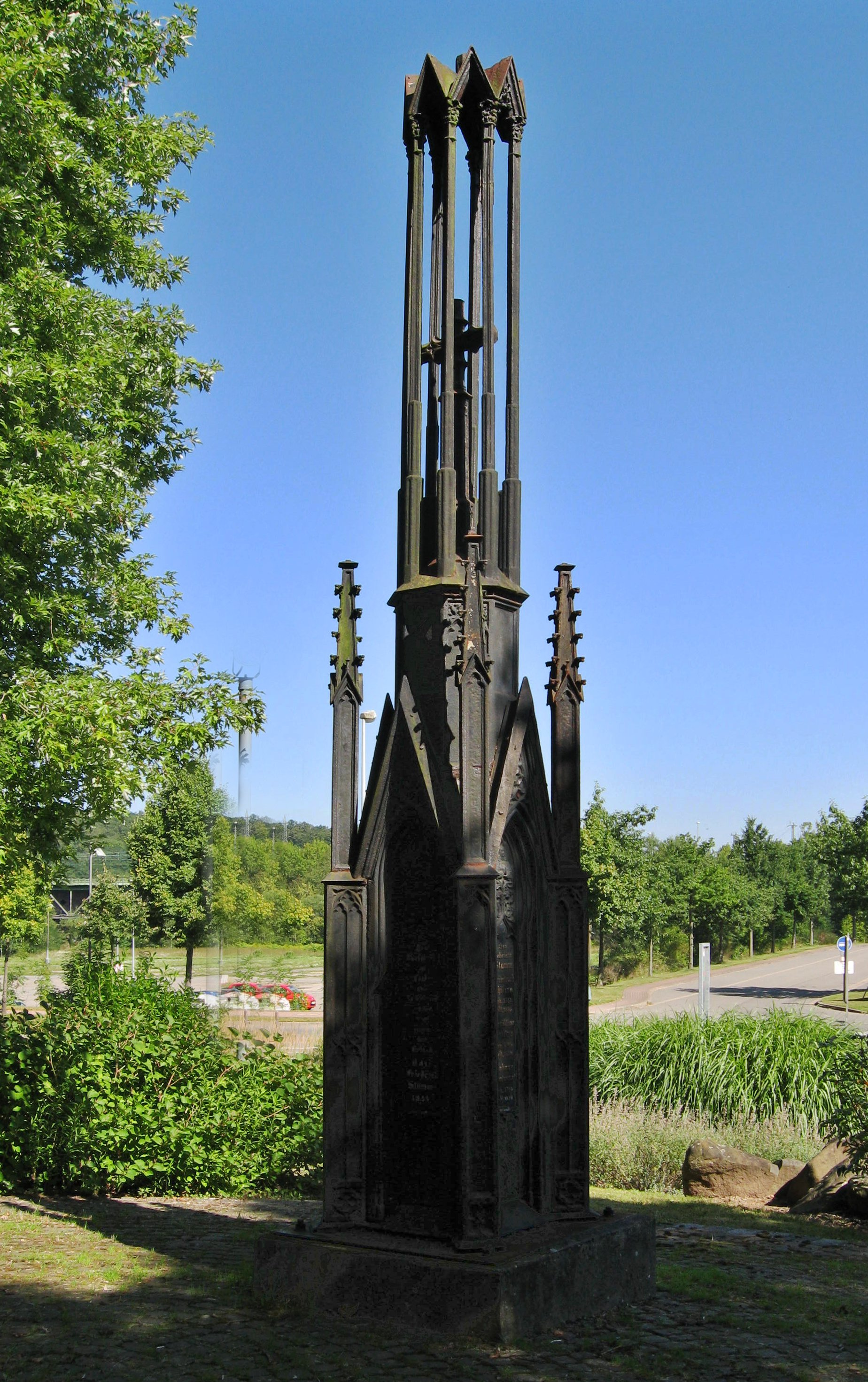
Denkmalstele der Familie Stumm
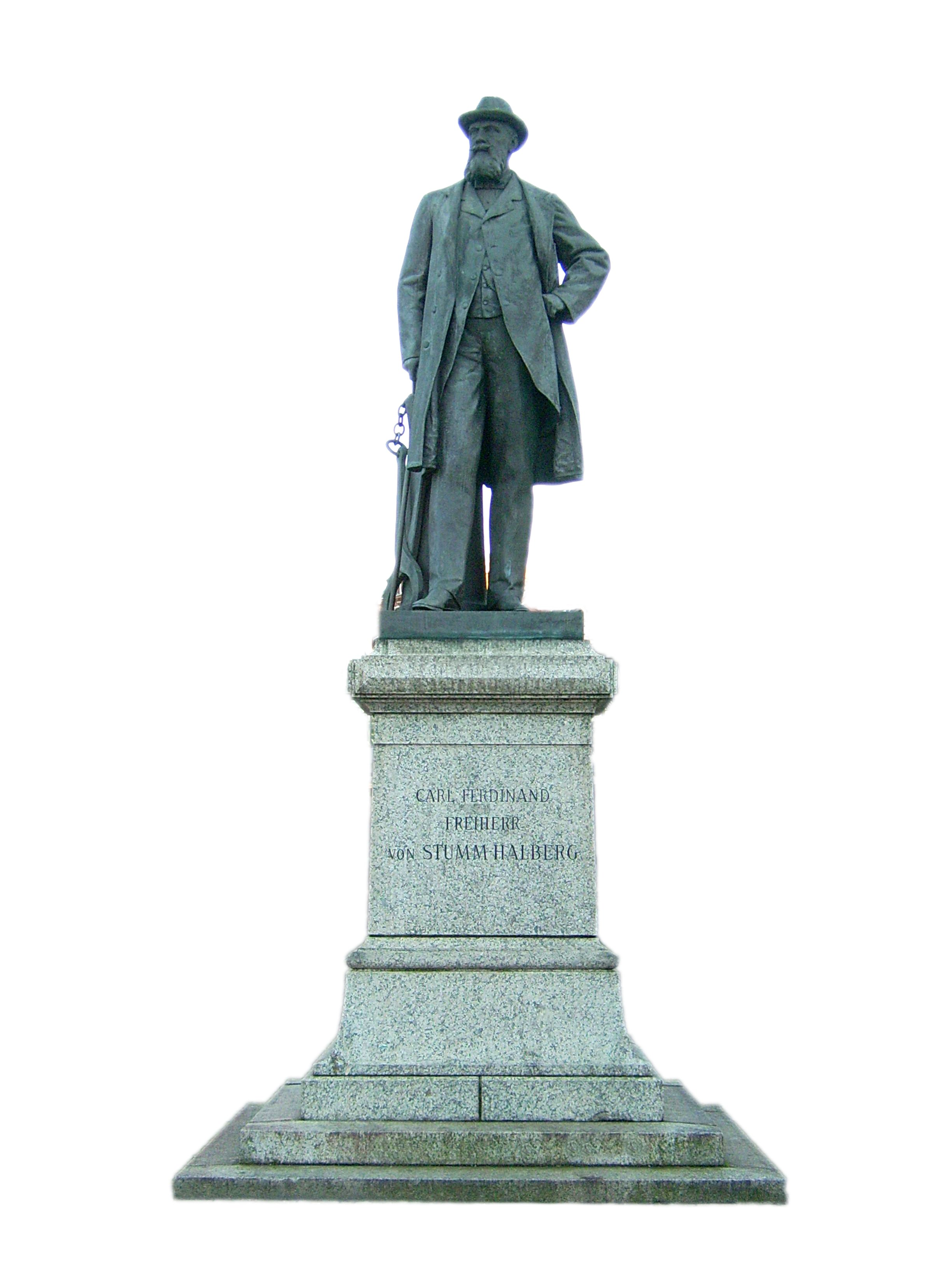
Stumm Denkmal
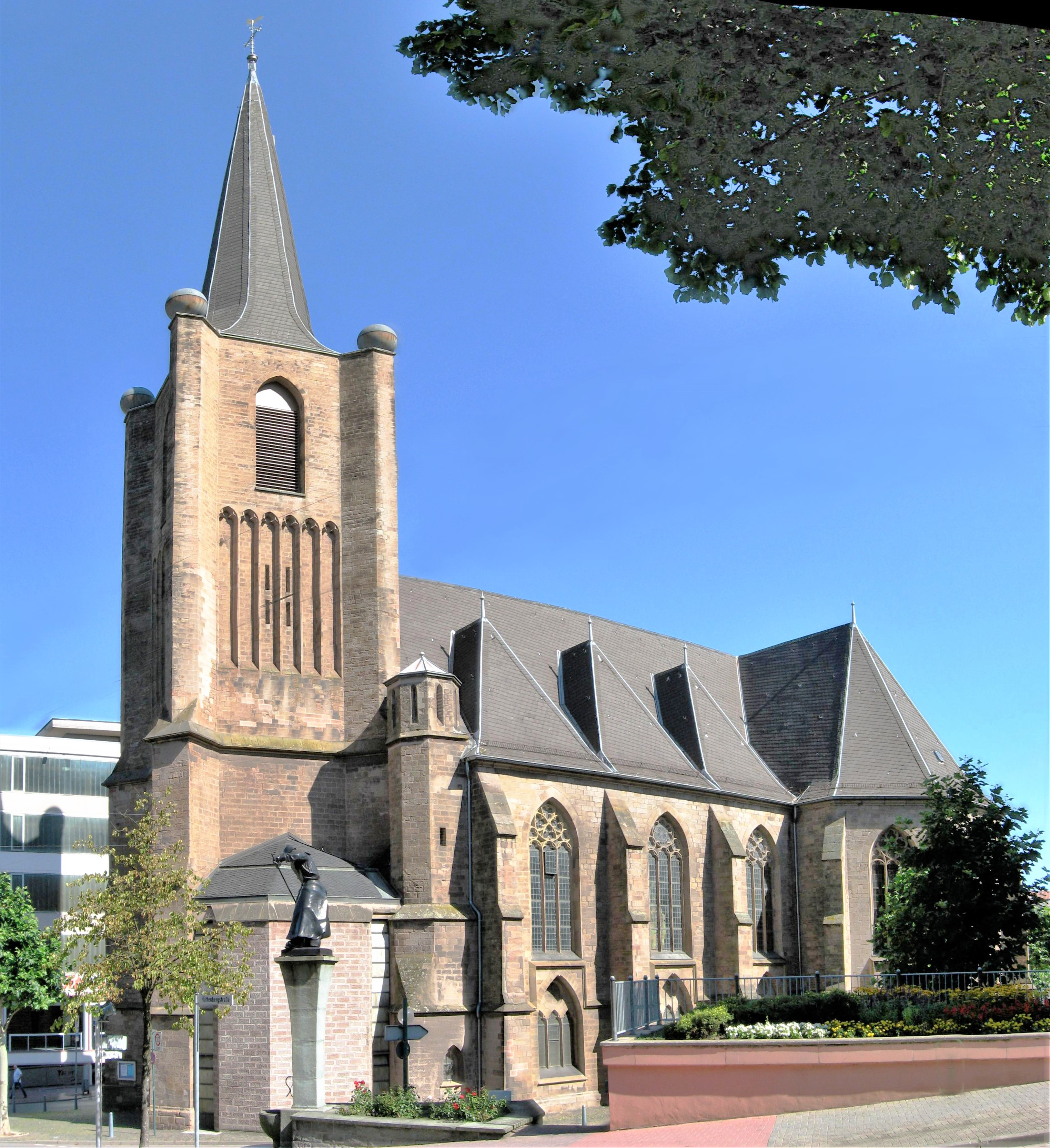
Christuskirche